# Adeline De Walt Reynolds
Adeline De Walt Reynolds est une actrice américaine, née le 19 septembre 1862 près de Vinton (Iowa), mort le 13 août 1961  à Hollywood. 

## Filmographie partielle
- 1941 : Viens avec moi de Clarence Brown
- 1942 : Tamara de Tahiti (The Tuttles of Tahiti) de Charles Vidor
- 1942 : Street of Chance de Jack Hively
- 1943 : Et la vie continue de Clarence Brown
- 1948 : The Girl from Manhattan d'Alfred E. Green
- 1952 : La Dernière Flèche de Joseph M. Newman
- 1954 : Témoin de ce meurtre de Roy Rowland